# Dürstelen
Dürstelen är en ort i kommunen Hittnau i kantonen Zürich, Schweiz. 